# Emanuel Swedenborg

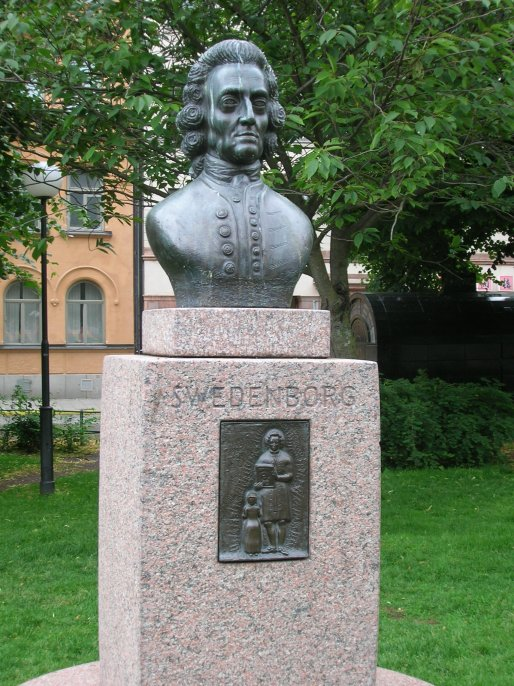
Szobra a stockholmi Mária téren

Emanuel Swedenborg, eredetileg Emanuel Swedberg (Stockholm, 1688. január 29. – London, 1772. március 29.) svéd tudós, filozófus, teológus, látnok és keresztény misztikus. Önmagát az „Igaz Keresztény Vallás” című kiadványában úgy határozta meg, mint az „Úr Jézus Krisztus szolgája”.

## Élete
Apja Jesper Swedberg lutheránus lelkész (később skarzi püspök) volt. Tanulmányait az Uppsalai Egyetemen végezte, és négy éven át Angliában, Hollandiában, Francia- és Németországban utazgatott. Hazájába visszatérve, XII. Károly svéd király bányatanácsossá nevezte ki, és mint hadmérnök is több szolgálatot tett uralkodójának.
A család 1719-ben nemességet nyert, ekkor kapta a Swedberg helyett a Swedenborg nevet. Ha néha grófnak vagy bárónak címezik, az tévedés, ami onnan eredhet, hogy a svéd nemesi parlamentnek tagja volt. Egy időben erőtani és közgazdasági problémák fejtegetésével foglalkozott, rövid algebrai értekezéseket írt.
1724-ben felajánlották neki az uppsalai egyetemen a matematikai tanszéket, amelyet azonban nem fogadott el. Majd elhagyva e tárgybeli tanulmányait, 11 évig hallgatott, hivatalos kötelességeinek teljesítésére, a bányászat és fémolvasztás rendszerének tudományos megírására és a teremtés kezdete elmélet megállapításának szentelte életét. Ezen tanulmányainak eredménye Opera philosophica et mineralia (1734) című műve. Ezen munkáját ugyanezen évben követte egy másik, a Végtelenről és a teremtés végokáról, a lélek és test közötti összeköttetésről, melyben a lelket mint lényegében véve a Nappal egyazon anyagot tünteti föl. Ugyanezen kérdéssel foglalkoznak Oeconomia regni animalis (2 kötetben, 1741) és Regnum animale (be nem fejezve, 3 kötet, 1744-45) művei is.
1744 húsvétján, április 6-án különös álmai és látomásai támadtak, ami megvilágosodásához vezetett. Azt állította, hogy az Isten megparancsolta: alkosson egy mennyei doktrínát a kereszténység megújítása céljából. Kijelentette, hogy az Úr kinyitotta lelki szemeit, és szabadon látogathatta a mennyországot és a pokolt, és beszélhetett az angyalokkal és démonokkal. E látomása után a szellemvilág látnokának vallotta magát.
Swedenborg mögött már gazdag tudományos és feltalálói életpálya állt, amikor érdeklődése szellemi síkra terelődött. 1747-ben lemondott bányatanácsosi állásáról, hogy látnoki hivatásának és a Szentírás tanulmányozásának szentelje magát. Ezen új minőségében Arcana coelestia című, 1756-ban Londonban kiadott művében lépett először a világ elé. Szól ebben, éspedig mindenütt a legmélyebb miszticizmussal, a Szentírásról, melyet minden betűjében és pontocskájában szentnek tart; Jézus Krisztusról, aki emberi alakot öltött magára; a Szentlélek nem más, mint a megváltott emberiség kifolyása; amire az egyház a 19. század végére jutott. Swedenborg már 1757-ben látta az utolsó ítéletet a lelkek világában. Ekkor egy új világ nyílott meg számára, amelyet a Jelenések könyvében levő Új-Jeruzsálem jelez. Ennek előhírnöke ő és tanai az irataiban találhatók meg.
Swedenborg különösségeihez tartozott annak hirdetése is, hogy ő több, már régen elhalt nevezetes emberrel, Dávid királlyal, Pál apostollal, XIV. Lajos francia királlyal összeköttetésben áll, és míg amazokat az elkárhozottak, ezt a boldog szentek között találta föl. Állítása szerint nemcsak a Földről, hanem a Holdról és a bolygókról való lelkekkel is összeköttetésben volt.
Érdekes az életről való tanítása is. Szerinte egyedül Isten él; halott az egész teremtés, halott az ember, s ezeknek látszólagos élete nem más, mint Istennek bennünk való jelenléte.

## Swedenborgiánusok
Swedenborg nem akart külön felekezetet alakítani. Mikor azt hirdette, hogy a keresztény egyház a végére jutott, abban reménykedett, hogy a pogányok között új egyház fog alakulni, de később ezen reménye hirdetésével felhagyott, a swedenborgiánusok, vagy amint ők magukat nevezni szokták a „Jelenések könyvében jelzett új Jeruzsálem új egyháza”, 1788-ban szervezkedtek önálló testületté.
Swedenborg teológiai iratait a mennyországból jött kijelentéseknek tartják. Számuk sohasem emelkedett nagyra. A 19. század végén Nagy-Britanniában 4000 léleknél kevéssel voltak többen a korábbi számadathoz képest és körülbelül ugyanannyian lehettek az észak-amerikai Egyesült Államokban is. Szétszórva és csekély számmal voltak találhatók még swedenborgiánusok Francia-, Német-, Svéd- és Oroszországban. 1810-ben létrejött Swedenborg írásainak nyomtatására és terjesztésére egy Swedenborg-társulat, melynek Londonban saját háza és mintegy 200 font sterling évi jövedelme volt.

## Emlékezete
Az ő nevét viseli a 3947 Swedenborg kisbolygó.

## Magyarul
- Menny és pokol. Látottak és hallottak szerint; Londoni Swedenborg Társulat, Bp., 1909
- Swedenborg Emanuel és tanítása az életről. Swedenborg Emanuel életrajzának rövid vázlata; New Church Missionary and Tract Society, Baia Mare, 1938
- Ismertető összeállítás Isten mának szóló újkinyilatkoztatásairól. Szemelvények Emanuel Swedenborg, Jakab Lorber, Gottfried Mayerhofer, Bertha Dudde, Johanna Hentzschel közléseiből; ford. G. Szieger Magda; s.n., Bp., 1992
- Menny és pokol. Látottak és hallottak szerint; Kállai, Debrecen, 1993 (Swedenborg művei)
- Álomnapló, 1743–1745; ford., jegyz., utószó Benedek Szabolcs; Pont, Bp., 2005 (Enigma)